# موريس المديوني
موريس المديوني هو مغني جزائري ولد في 18 أكتوبر 1928 في وهران غرب الجزائر ويؤدي الأغنية الرايوية البدوية أو الوهرانية عاش وتعلم في الجزائر حتى الاستقلال حين غادرها ليعيش في إسرائيل بعد هجرة اليهود الجزائريين.
هو عازف بيانو للموسيقى الأندلسية وموسيقى الراي. وهو أحد فناني وممثلي الموسيقى العربية الأندلسية والسفاردية وكان من أواخر الفنانين الأحياء الذين عزفوا مع فنانين مثل ليلي لباسي، ولين مونتي، وليلي بونيش، والشاب خالد، وسامي المغربي، ورينيت لوهران.

## سيرة
ولد موريس المديوني في وهران لعائلة موسيقيين يهودية سفاردية جزائرية (عمه هو الموسيقي مسعود مديوني المعروف بسعود الوهراني) في الحي اليهودي في وهران. تعلم العزف على البيانو بنفسه في سن مبكرة، وفي التاسعة تعلم العزف على بيانو غير متناغم اشتراه شقيقه من سوق السلع المستعملة.
في عام 1942، استقرت القوات الأمريكية في وهران، واكتشف الشاب موريس، الذي كان يبلغ من العمر 14 عامًا في ذلك الوقت، موسيقى الجاز والبوغي ووجي والموسيقى البورتوريكية من خلال الاتصال بالجند الأمريكان. غادر موريس المديوني الجزائر في عام 1961 ليهاجر إلى إسرائيل حيث أقام لفترة قبل أن يستقر في فرنسا بمدينة باريس ثم في مرسيليا.
كان موريس المديوني مهتمًا أيضًا بالموسيقى البوجي ووجي والموسيقى اللاتينية واخترع أسلوب البيانو الشرقي (اندماج موسيقى الجاز والرومبا ينقل ربع نغمة العود العربي على لوحة المفاتيح الغربية) لمزج موسيقى الجاز والبوغي - الووجي والإيقاع اللاتيني، وظهر بانتظام وهو يرافق فؤاد ديدي في حفلات الموسيقى العربية الأندلسية.
أصدر موريس المديوني ألبومه الرابع في عام 2006، حينما كان يبلغ الثامنة والسبعين، وسُجِّل هذا الألبوم في نيويورك مع المجموعة الكوبية لروبرتو رودريغيز، عازف الإيقاع الكوبي من نيويورك الذي قال عنه: «موريس المديوني أصلي حقًا. في موسيقاه، نسمع كل شيء: من القداس اليهودي إلى الراي، ومن الرومانسية الإسبانية إلى السالسا، إلى الجيتربوج والجاز. الموسيقى غنية ورائعة مثل موسيقى الموسيقيين الكبار من كوبا... عند الاستماع إلى موسيقاه، أصبحت العلاقة بين العرب والسفارديم واضحة للغاية؛ هناك الحضور القوي للإيقاعات الأفريقية والألحان الجميلة والرومانسية، كما في الأغنية الكوبية».
أصيب بجلطة دماغية في 9 أغسطس 2012 بعد أن أقام حفلا موسيقيا في فونس.

## روابط خارجية
- موريس المديوني على موقع IMDb (الإنجليزية)
- موريس المديوني على موقع ميوزك برينز (الإنجليزية)
- موريس المديوني على موقع ديسكوغز (الإنجليزية)